# Lioua
Lioua (em árabe: ليوة) é uma cidade e comuna localizada na província de Biskra, Argélia. Segundo o censo de 2008, a população total da cidade era de 21 416 habitantes.